# П/1-7
П/1-7 — пещера, расположенная в горном массиве Арабика на территории Абхазии. Открыта красноярской экспедицией под руководством В. Васкевича в 1968 году, вторично обнаружена и изучена в 1983—1985 годах спелеологами Перовского клуба под руководством А. И. Игнатова. Протяжённость ходов пещеры составляет 480 метров (проективная длина — 160 метров), её глубина — 330 метров, объём — 4800 кубических метров (площадь — 370 м²). Вход в пещеру расположен на высоте около 2300 метров над уровнем моря на запад от вершины Зонт, на территории урочища Чамхония.

## Описание пещеры
Пещера расположена в верхнеюрских известняках. В ней отмечена повышенная камнепадность, по сложности прохождения пещере присвоена категория 3А. Полость начинается рядом колодцев, глубиной, соответственно, 23, 10 и 20 метров, достигая в конце третьего суммарной глубины 65 метров. Отсюда шахта ветвится. На юго-запад расположен колодец глубиной 25 метров и цепь уступов, заканчивающихся тупиком в виде пробки в узкой трещине на глубине 120 метров. На северо-восток колодцы чередуются с узкими щелями, заканчиваясь пробкой на глубине 330 метров. Натечные отложения в пещере редки, преобладают обвальные и наносные. Отмечен капёж.

### Комментарии
1. ↑  в Абхазии, в Гагрском районе частично признанной Республики Абхазия, согласно административному делению Грузии — в Гагрском муниципалитете Абхазской Автономной Республики[1]